# Giulio De Rolland
Giulio Alessandro De Rolland, in francese Jules-Alexandre De Rolland dei signori di Villard-Sallet (Chambéry, 30 ottobre 1820 – Roma, 17 febbraio 1901) è stato un nobile e politico italiano.

## Biografia
Laureato in giurisprudenza e avvocato di professione, fu intendente di Varese e prefetto di Pesaro nel 1860. Il 28 aprile 1861 fu nominato prefetto di Potenza con il principale compito di combattere il brigantaggio in Basilicata, al posto di Giacomo Racioppi, accusato di essere stato poco operativo. Occupò, in seguito, le prefetture di Pesaro e Urbino, Chieti, Livorno, Messina e Firenze. Ottenne il titolo di barone con regio decreto del 17 settembre 1864. Fu eletto deputato nei collegi di Aosta e Ivrea, poi senatore e consigliere provinciale di Torino (1885-1895). Sposò la nobildonna Giulia Ferri (1842-1929), fotografa e alpinista, prima donna italiana a scalare il Monte Bianco e considerata una figura preminente dell’alpinismo italiano del suo tempo. La coppia non ebbe figli. Suo fratello, Jean-François, fu maggior generale nell'esercito piemontese e, poi, in quello francese.